# 在日キューバ人
在日キューバ人（ざいにちキューバじん）は、日本に一定期間在住するキューバ国籍の人々である。

## 統計
日本の法務省の在留外国人統計によると、2023年12月末時点で在日キューバ人は295人である。
在留資格別（3位まで）
| 順位 | 在留資格         | 人数 |
| ---- | ---------------- | ---- |
| 1    | 永住者           | 117  |
| 2    | 日本人の配偶者等 | 67   |
| 3    | 留学             | 24   |

都道府県別（4位まで）
| 順位 | 都道府県 | 人数 |
| ---- | -------- | ---- |
| 1    | 東京     | 83   |
| 2    | 神奈川   | 30   |
| 2    | 埼玉     | 22   |
| 4    | 大阪     | 21   |

## 著名人

### バレーボール選手
- ケニア・カルカセス

### 野球選手
- ロベルト・バルボン - 1955年より日本に居住
- フレデリク・セペダ
- アルフレド・デスパイネ
- ハンベルト・フェルナンデス
- トニー・ゴンザレス
- ジュリスベル・グラシアル
- オマール・リナレス
- ライデル・マルティネス
- エクトル・メンドーサ
- リバン・モイネロ
- ソイロ・ベルサイエス
- レイナルド・ガルシア